# Classe Diougon

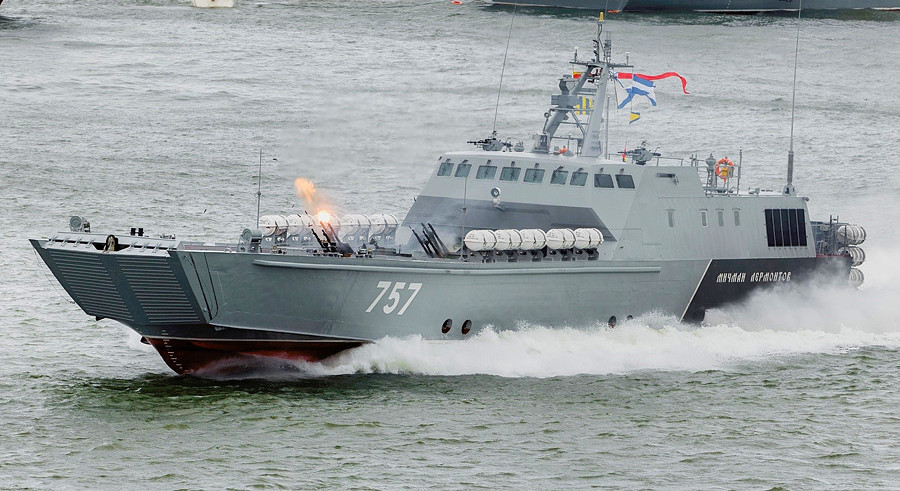
classe Diougon, de défense antiaérienne, à pleine vitesse

La classe Diougon ou Projet 21820 est une classe de navire de débarquement russe.

## Navires
| Nom                        | no Hull . | Pose de la quille | Lancement         | Mise en service  | Flotte                    | Statut | Notes |
| -------------------------- | --------- | ----------------- | ----------------- | ---------------- | ------------------------- | ------ | ----- |
| Ataman Platov              |           | 21 février 2006   | 17 juillet 2009   | 2010             | Flottille de la Caspienne | Actif  |       |
| Denis Davydov              | 748       | 18 janvier 2012   | 26 juillet 2013   | 24 novembre 2014 | Flotte de la Baltique     | Actif  |       |
| Ivan Kartsov               |           | 2010              | 30 septembre 2013 | 11 juin 2015     | Flotte du Pacifique       | Actif  |       |
| Lieutenant Rimski-Korsakov | 714       | 21 juin 2012      | 10 avril 2014     | 4 juillet 2015   | Flotte de la Baltique     | Actif  |       |
| Mitchman Lermontov         | 757       | 18 janvier 2013   | 5 juin 2014       | 4 juillet 2015   | Flotte de la Baltique     | Actif  |       |